# Estrella de Teegarden
La estrella de Teegarden (SO J025300.5+165258 / 2MASS J02530084+1652532) es una estrella de la constelación de Aries. Inicialmente su paralaje fue medida como 0,43 ± 0,13 segundos de arco, lo que la situaba a solo 7,8 años luz de nuestro sistema solar, siendo por tanto la tercera estrella más cercana después de Alfa Centauri (4,2 años luz) y la estrella de Barnard (6 años luz). Sin embargo, estudios posteriores la sitúan a 12,52 ± 0,13 años luz del sistema solar, lo que corresponde a la 23.ª estrella más cercana al Sol. La estrella más próxima a la estrella de Teegarden es TZ Arietis, aproximadamente a 4 años luz de distancia.
La estrella de Teegarden es una enana roja cuyo radio es una séptima parte del radio solar, siendo su masa un 8 % de la del Sol. Consecuentemente, su luminosidad equivale a 1/300 000 veces la del Sol. Su débil brillo hizo que no fuera descubierta hasta septiembre de 2002 por astrónomos de la NASA, casi por casualidad, mientras rastreaban un sector del cielo en busca de enanas blancas con un movimiento propio grande. De hecho es la estrella de menor magnitud absoluta (+17,5) en las cercanías del sistema solar.
Se piensa que puede haber muchas otras estrellas de estas mismas características en los 20 años luz más cercanos a nosotros, ya que la población conocida de este tipo de estrellas es menor que el esperado y estas estrellas son débiles y fácilmente pasadas por alto. El equipo de Teegarden pensó que estas estrellas tenues se podrían encontrar al minar datos de algunos de los conjuntos de datos de sondeos ópticos del cielo tomados por varios programas para otros propósitos en años anteriores. Así que volvieron a examinar el conjunto de datos de seguimiento de asteroides de NEAT y encontraron esta estrella. La estrella se ubicó en placas fotográficas de Palomar Sky Survey, tomadas en 1951. Este descubrimiento es significativo, ya que el equipo no tuvo acceso directo a ningún telescopio, ni incluyó a astrónomos profesionales en el momento del descubrimiento.

## Descubrimiento
La estrella de Teegarden se descubrió en 2003 utilizando datos de rastreo de asteroides que se habían recopilado años antes. Este conjunto de datos es un archivo digital creado a partir de imágenes ópticas tomadas durante un período de cinco años por el programa de Seguimiento de Asteroides Cercanos a la Tierra (NEAT) utilizando dos telescopios de 1 m ubicados en Maui. La estrella lleva el nombre del líder del equipo de descubrimiento, Bonnard J. Teegarden, un astrofísico en el Centro de Vuelo Espacial Goddard de la NASA.

## Sistema planetario
En 2019, astrónomos de varios países han hallado dos planetas como la Tierra y orbitando en la zona habitable, gracias al instrumento CARMENES desde el observatorio de Calar Alto (Almería).
| Planeta | Masa    | Semieje mayor (UA) | Periodo orbital (días) | Excentricidad | Inclinación | Radio |
| ------- | ------- | ------------------ | ---------------------- | ------------- | ----------- | ----- |
| b       | 1,05 M⊕ | 0,0252             | 4,91                   | 0             | ?           | ?     |
| c       | 1,11 M⊕ | 0,0443             | 11,409                 | 0             | ?           | ?     |